# Mercandia IV
M/F Mercandia IV er en færge, der sejler på ruten Helsingør – Helsingborg.
Den blev leveret i 1989, bygget på væftet North East Shipsbuilders Ltd. i Sunderland, England.
- Type: Passager- og bilfærge.
- Hjemskrevet i: København.
- Længde 95,8 meter.
- Bredde 15,00 meter.
- Dybgang 3,6 meter.
- Motoreffekt 2750 kW.
- Ejer og reder: HH-Ferries A/S, Helsingør.

Skibet fremdrives vha. fire propeller, der hver især kan drejes 360 grader. Derfor er ror ikke nødvendigt.
| Vandsport/vandtransport | Spire Denne vandsports- eller vandtransportsartikel er en spire som bør udbygges. Du er velkommen til at hjælpe Wikipedia ved at udvide den. |